# Bodrogi Gyula

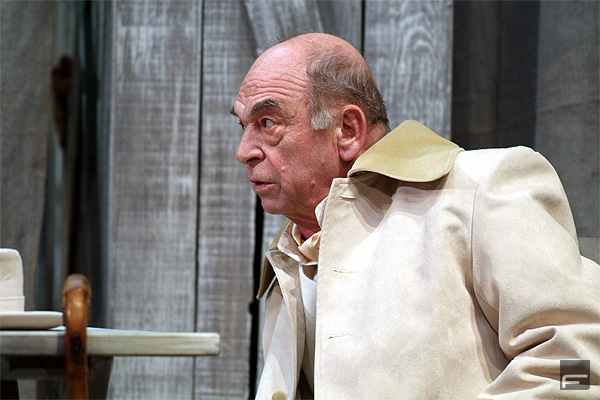
A bunda (Nemzeti Színház)

Bodrogi Gyula (Budapest, 1934. április 15. –) a Nemzet Színésze címmel kitüntetett, Kossuth- és kétszeres Jászai Mari-díjas színművész, rendező, színházigazgató, érdemes és kiváló művész, a József Attila Színház, a Vidám Színpad és a Halhatatlanok Társulatának örökös tagja. 

## Életpályája
Bodrogi (Buzik) Károly (1907–?) magántisztviselő és Kohn Klára (1913–?) fiaként született Budapesten, Angyalföldön. Édesapja 1929-ben (házasságkötése évében) áttért az izraelita vallásra, majd pedig Bodrogi Gyula születése előtt egy nappal rekatolizált. 1948-ban magyarosította saját és három gyermeke nevét Bodrogira. Apai nagyszülei Buzik Károly (1886–1915) és Kovács Terézia. Anyai nagyszülei Kohn Ármin szerelősegéd (1880–1956) és Rafael Matild varrónő (1889–1972). Egy nővére van, aki 1930-ban született; emellett van egy húga is, Erzsébet, aki 14 évvel fiatalabb nála.
Bár már gyerekként is szerette produkálni magát – saját bevallása szerint 9 évesen lépett fel először Pápán, egy háborús darabban –, mégis iskolás korában még matematikatanárnak készült. Pályáját azután 17 évesen néptáncosként kezdte, 1951–1954 között a SZOT együttesének szólótáncosa volt. A VIII. kerületi Bezerédi utcai Általános Iskolába járt, majd a budapesti Vörösmarty Mihály Gimnáziumban érettségizett, majd 1954-ben a Színház- és Filmművészeti Főiskola hallgatója lett, ahol 1958-ban szerzett diplomát. A 4 év alatt összesen 17 fegyelmit kapott, egyszer el is tanácsolták a főiskoláról, Básti Lajos közbenjárására kerülhetett csak vissza. 
1958–1982 között a József Attila Színház tagja volt. 1975-től a Színház- és Filmművészeti Főiskola tanára. 1982–1996 között a Vidám Színpad művészeti igazgatója és rendezője volt, majd 1997-től 2001-es lemondásáig a főváros által létrehozott, akkor még az előbbivel azonos nevű Centrál Színház első vezetője lett. Schiffer János budapesti főpolgármester-helyettestől 2002-ben itt kapta meg a Vidám Színpad örökös tagja címet. 2002-ben szabadfoglalkozású volt. 2003-tól a Nemzeti Színház művésze. 2007-ben a Nemzet Színészévé választották az akkor elhunyt Darvas Iván helyére. 
Emlékezetes alakítást nyújtott a Szókimondó asszonyság, az Imádok férjhez menni, az Egy szerelem három éjszakája, A kaktusz virága, a Koldusopera, a Szomorú vasárnap, a Charley nénje és a Kabaré című darabokban.
Filmvásznon még főiskolásként, 1957-ben tűnt fel a Külvárosi legenda című, Máriássy Félix rendezte filmben. Emlékezetes alakítása volt a Házasságból elégséges (1961), a Hattyúdal (1963), a Húsz óra (1965), a Tanulmány a nőkről (1967), a Fuss, hogy utolérjenek! (1972), a Szépek és bolondok (1976), a Hogyan felejtsük el életünk legnagyobb szerelmét? (1980) című filmekben.
Az 1970-es évek végétől a Gellért-hegyi Ménesi út lakója.
Első felesége Törőcsik Mari volt, akivel 1956. december 7-én Budapesten, a VIII. kerületben kötött házasságot, a második Voith Ági, akivel közös gyermekük: Bodrogi Ádám (1973-). 1978-tól élettársa Vass Angéla egykori modell, manöken.
Szenvedélyes vadász és szakács, hobbijairól több könyvet adott közre.

## Színházi szerepei
- Rough felügyelő (Patrick Hamilton: Gázláng)
- Tristan (Lope de Vega: A kertész kutyája)
- Raul (Deval: A potyautas)
- D'Artagnan (Dumas: A három testőr)
- Tom (Tennessee Williams: Üvegfigurák)
- Bill (Maugham–Nádas Gábor–Szenes: Imádok férjhez menni)
- Bálint (Hubay Miklós–Vas István–Ránki György: A szerelem három éjszakája)
- Napóleon (Sardou: Szókimondó asszonyság)
- Péter (Németh László: Nagy család)
- Poroszkay (Csiky Gergely: Kaviár)
- Böffen Tóbiás (Shakespeare: Vízkereszt, vagy amit akartok)
- Peacock (Brecht-Weill: Koldusopera)
- Gáspár (Vaszary Gábor: Bubus)
- Francia király (Kacsóh Pongrác: János vitéz)
- Lord Mac Kinsley (Jacobi Viktor: Leányvásár)
- Volpone (Ben Jonson: Volpone vagy a pénz komédiája)
- Bolond (Shakespeare: Lear király)
- Jabe Torrance (Tennessee Williams: Orfeusz alászáll)
- 9. esküdt (Reginald Rose: Tizenkét dühös ember)
- Jégapó, magyar fejedelem (Weöres Sándor: Holdbéli csónakos)
- Don Umberto Complimenti szállodaigazgató, bukott király és hajófűtő (Darvas Benedek–Varró Dániel–Rejtő Jenő: Vesztegzár a Grand hotelban)
- Ráfael arkangyal, Második a népből, Második udvaronc, Bábjátékos, Michelangelo (Madách Imre: Az ember tragédiája)
- Kent (Shakespeare: Lear király)
- Hírnök (Szophoklész: Oidipusz)
- Iván, jobbágy (Vörösmarty Mihály–Spiró György: Czillei és a Hunyadiak)
- Reimsi érsek (G. B. Shaw: Szent Johanna)
- Sancho Panza (Cervantes: Don Quijote)
- Mosolygó Menyhért (Csiky Gergely: Ingyenélők)
- Ádám (Shakespeare: Ahogy tetszik)
- Zerkon, udvari bohóc (Bánffy Miklós: A nagyúr – Isten ostora)
- Lisztes molnár (Paul Claudel – Arthur Honegger: Johanna a máglyán)
- Rettegi Fridolin színigazgató (Franz és Paul von Schönthan–Kellér–Szenes–Horváth: A szabin nők elrablása)
- Lódi, idős rendőr (Szilágyi Andor: Tóth Ilonka)
- Ben bácsi (Arthur Miller: Az ügynök halála)
- Pantalone dei Bisognosi, az örömapa (Carlo Goldoni: Házasság Palermóban)
- Szulejmán (Gárdonyi Géza: Egri csillagok)
- I. Agrippa, Palesztina királya (Székely János: Caligula helytartója)
- Wolsey bíboros (Robert Bolt: Egy ember az örökkévalóságnak)
- Frank Gruber (Jerome Bixby-Richard Schenkman: Az őslakó (The Man from Earth)
- A francia király (Petőfi Sándor-Kacsóh Pongrác: János vitéz)
- Mendi (Wass Albert: Tizenhárom almafa)
- Willy Loman (Arthur Miller: Az ügynök halála)
- A vadászház igazgatója (Póka Egon–Tátrai Tibor–Földes László (Hobo): Vadászat)

## Átdolgozás, színpadra alkalmazás
- Hašek–Aldobolyi Nagy–Szenes–Bodrogi: Švejk a hátországban

## Könyvei
- A vadász néha főz is. Vadászkalandok és vadreceptek; karikatúra François Daumier, fotó Polster Gabriella, szerző; Welcome, Bp., 1993
- 80 év, 80 recept, 80 történet; ételfotó Havas Miklós; Alexandra, Pécs, 2014
- Vadakat mesélek; Magyar Konyha Magazin Kiadó Kft., Budapest, 2021

### Róla
- Irka firka; szerk., riporter Kaposy Miklós; Konsept-H, Piliscsaba, 2009
- Bodrogi; riporter Léner Péter; Corvina, Bp., 2020

## Filmjei

### Játékfilmek
- Külvárosi legenda (1957)
- Csempészek (1958)
- Álmatlan évek (1959)
- Kard és kocka (1959)
- Gyalog a mennyországba (1959)
- Virrad (1960)
- Fapados szerelem (1960)....Körös
- A Noszty fiú esete Tóth Marival (1960)....Malinka
- Próbaút (1961)....Dr. Lázár
- Alba Regia (1961)
- Puskák és galambok (1961)
- Házasságból elégséges (1961)....Körmendi Árpi
- Esős vasárnap (1962)....Várday
- Hattyúdal (1963)....a Diák
- Oldás és kötés (1963)....Kiss Gyula
- Asszony a telepen (1963)
- Patyolat akció (1965)....Ditrói
- Nem (1965)
- Húsz óra (1965)....az orvos
- Háry János (1965)....Napóleon
- Aranysárkány (1966)....patikussegéd
- Nem szoktam hazudni (1966).....Bodrogi Gyula
- Tanulmány a nőkről (1967)....Mádi Péter
- Jaguár (1967)....Kontesz
- Egy szerelem három éjszakája (1967)....Sándorka
- Kártyavár (1968)
- Elsietett házasság (1968)....Pali, Komárominé veje
- A Varázsló (1969)....Ráró hangja
- Hekus lettem (1972)
- Fuss, hogy utolérjenek! (1972)....Tokaji Attila
- Szépek és bolondok (1976)....Fedák Károly
- Kihajolni veszélyes! (1977)....Tóbi, a forgalmista
- Dóra jelenti (1978)....Radó Sándor
- Mese habbal (1979)
- Hogyan felejtsük el életünk legnagyobb szerelmét…? (1980)....Jurtányi
- Vuk (1981)....Rá, a szürkevarjú hangja
- Csak semmi pánik (1982)....Boros hadnagy
- Hófehér (1983)....A szakács és Csütörtök hangja
- Szerencsés Dániel (1985)....Gyuri apja
- Idő van (1986)....Péter
- Macskafogó (1986)....Maxipotzak hangja
- Titánia, Titánia, avagy a dublőrök éjszakája (1988)
- Nyitott ablak (1988)....az őrnagy
- Megint tanú (1994)....Szalai Dezső
- A Hal (1997)....Gyula
- Szökés (1997)
- Valaki kopog (2000)
- Üvegtigris (2001)....Lali apja
- Chico (2001)
- Kávéház (2001)
- Előre! (2002)....Csornai
- Hotel Szekszárdi (2002)
- A mohácsi vész (2004)
- Magyar vándor (2004)
- Világszám! (2004)....Slomó
- Üvegtigris 2. (2006)....Apa
- Egyetleneim (2006)
- A hét nyolcadik napja (2006)....Ernő
- Megy a gőzös (2007)....Elbeszélő
- Macskafogó 2. – A sátán macskája (2007)....Maxipotzac hangja
- Kis Vuk (2008)....Erdőmester hangja
- A vízilabda Puskása (2010)
- Sötétlő erdő (2015)
- Seveled (2019)
- Kittenberger - Az utolsó vadászat (2021)....Kittenberger Kálmán
- Attila, Isten ostora (2022).....Zerkon, udvari bohóc
- Ma este gyilkolunk (2024)....Boldog György

### Tévéfilmek
- Mama (1958)
- Másnap (1959)
- Kristóf, a magánzó (1965)....Szerencsés Kristóf
- Tűvétevők (1966)
- Ninocska, avagy azok az átkozott férfiak (1967) ....betörő
- A koppányi aga testamentuma (1967)....Jóska
- Irány Mexikó! (1968)....Gergely
- A régi nyár (1970)....Balla
- Hatholdas rózsakert (1970)
- Só Mihály kalandjai (1970)....Só Mihály
- A fekete Mercedes utasai (1973)
- Kérem a következőt! (1974-től, 1983-ig rajzfilmsorozat)....Csőrmester hangja
- Karancsfalvi szökevények (1976-tévésorozat
- Robog az úthenger (1976-tévésorozat)....Gyula, a tréner
- Süsü, a sárkány (1976-tól, 1984-ig báb-sorozat)....Süsü hangja
- Hátország (1976)
- Haszontalanok (1977)
- Székács a köbön (1978)....Zsiga
- Bolondok bálja (1978)....Kisbíró
- Szerelmem Elektra (1980)....Egisztosz
- Minden egér szereti a sajtot (1981)....Macska
- Vuk I-IV. (1980-rajzfilmsorozat)....Rá, a szürkevarjú hangja
- P. Howard. Írta: Rejtő Jenő (1981)....Harald
- Szomorú vasárnap (1981)
- Rest Miska (1981-mesejáték)
- Mese az ágrólszakadt Igricről (1981-mesejáték)
- A 78-as körzet (1982-tévésorozat)....Házkezelési igazgató
- A canterville-i kísértet (1982)....Otis
- Humorista a mennyországban (1982)
- Csodatopán (1984)
- Kismaszat és a Gézengúzok (1984)....Döme, a taxis
- Szálka, hal nélkül (1984-tévésorozat)....Wágner János
- Bevégezetlen ragozás (1985)
- Illatszertár (1987)....Hammerschmidt Miklós
- Az angol királynő (1988)....Steininger
- Labdaálmok (1989)
- Linda 1-17 (1983-1989)....Veszprémi Béla, Linda apja
- Angyalbőrben (1991-tévésorozat)....Zsíros Árpád
- Nem válok el (1992)
- Família Kft. (1992-től tévésorozat)....Derzsi Bálint / Szirmai Dezső
- Frici, a vállalkozó szellem (1993-tévésorozat)....Schultz úr
- Éretlenek (1995-tévésorozat)....Dr. Varró
- Süsüke, a sárkánygyerek (2001) báb-sorozat)....Süsü hangja
- Új Linda-sorozat (2001)....Veszprémi Béla, Linda apja
- Jómodor@huú (2004) tévésorozat....Grandpa Robi
- Limonádé (2003)
- Micimackó (2005)
- Szeress most! 1-16 (2005-2006)....Pető Sándor
- Kire ütött ez a gyerek? (2007)
- Munkaügyek 67. rész (2013)....Sipeki Frici
- Doktor Balaton (2020–2022)....Szabó Dénes

## Szinkronszerepei

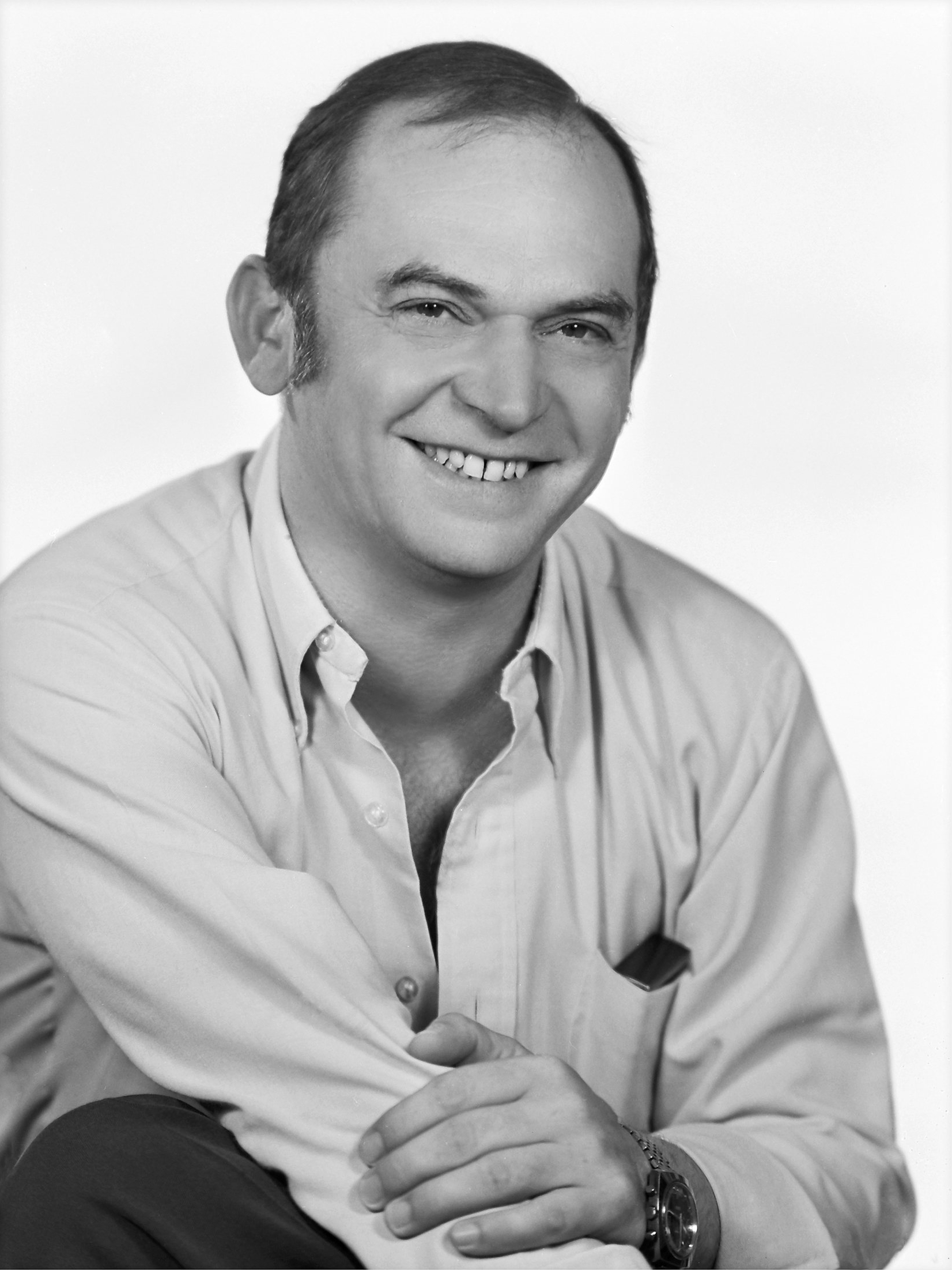
Novák Mária felvétele

- A kacsaleves (Duck Soup) [1933] .... Lólégy Ernő (Groucho Marx)
- Szentivánéji álom (A Midsummer Night's Dream) [1935] .... Puck (Robin-pajtás) (Mickey Rooney)
- Az alvilág királya (Pépé le Moko) [1937] .... Pépé, a vagány (Jean Gabin)
- Hófehérke és a hét törpe (Snow White and the Seven Dwarfs) [1937] .... Tudor
- Bambi (Bambi) [1942] .... Virág, a borz felnőttként
- Casablanca (Casablanca) [1942] .... Sascha (Leonid Kinskey)
- Gyilkos vagyok (Double Indemnity) [1944] .... Barton Keyes (Edward G. Robinson)
- Bumeráng (Boomerang!) [1947] .... Dave Woods, a `Morning Record` riportere (Sam Levene)
- Mexikói kalandos út (Mexican Hayride) [1948] .... Joe Bascom / Humphrey Fish (Lou Costello)
- Táncolj a Broadway-n! (The Barkleys of Broadway) [1949] .... Josh Barkley (Fred Astaire)
- Hölgy kaméliák nélkül (La signora senza camelie) [1953] .... Ercole, a producer (Gino Cervi)
- Julius Caesar (Julius Caesar) [1953] .... Marcus Antonius (Marlon Brando)
- Két éjszaka Kleopátrával (Due notti con Cleopatra) [1954] .... Cesarino (Alberto Sordi)
- Luxustutajon (Vernye druz'ya) [1954]
- A Ricordi-ház (Casa Ricordi) [1954]
- Vörös és fekete (Le rouge et le noir) [1954] .... Julien Sorel (Gérard Philipe)
- Fegyházban történt (Accadde al penitenziario) [1955] .... Walter Polacchi (Walter Chiari)
- Marty (Marty) [1955] .... Tommy (Jerry Paris)
- 80 nap alatt a Föld körül (Around the World in Eighty Days) [1956] .... Passepartout (Cantinflas)
- Nem futhatsz el előle (You Can't Run Away from It) [1956] .... Peter Warne (Jack Lemmon)
- Szépek, de szegények (Belle ma povere) [1957] .... Salvatore (Renato Salvatori)
- A vád tanúja (Witness for the Prosecution) [1957] .... Sir Wilfrid Robarts ügyvéd (Charles Laughton)
- Hamu és gyémánt (Popiól i diament) [1958]
- Három idegen Rómában (Tre straniere a Roma) [1958] .... Franco (Leonardo Botta)
- Hüvelyk Matyi (Tom Thumb) [1958] .... 1.szinkron: Hüvelyk Matyi (Russ Tamblyn), 2.szinkron: Antony, a rabló (Peter Sellers)
- A papírsárkány (Cerf-volant du bout du monde) [1958] .... Souen Wou-kong, a kínai varázsló
- Rendkívüli történet (Ch. P. – Chrezvychainoe proisshestvie) [1958] .... Kosztya Beregovoj (Yuri Sarychev)
- Rosemarie (Das Mädchen Rosemarie) [1958] .... Horst (Mario Adorf)
- Sabella unokája (La nipote Sabella) [1958] .... Raffaele (Renato Salvatori)
- A szél (Veter) [1958] .... Mitya (Aleksandr Demyanenko)
- Ballada a katonáról (Ballada o soldate) [1959] .... Aljosa Szkvorcov (Vlagyimir Ivasov)
- A béke első napja (Pervij gyeny mira) [1959] .... Petya Kovaljov (Igor Puskarjov)
- Charley nénje (La marraine de Charley) [1959] .... Charley Rivoire / Gabrielle de la Motte (Fernand Raynaud)
- Két fiú, egy kislány (Nepoddayushchiyesya) [1959]
- Szegény milliomosok (Poveri milionari) [1959] .... Salvatore (Renato Salvatori)
- Van, aki forrón szereti (Some Like It Hot) [1959] .... Jerry / 'Daphne' (Jack Lemmon)
- Aki szelet vet (Inherit the wind) [1960] .... E. K. Hornbeck (Gene Kelly)
- Bátortalan szerelem (Alyoshkina lyubov) [1960] .... Aljoska (Leonyid Bikov)
- Candide, avagy a XX. század optimizmusa (Candide ou l’optimisme au XXe siècle) [1960] .... Candide (Jean-Pierre Cassel)
- Egy asszony meg a lánya (La ciociara) [1960] .... Florindo, teherautó-sofőr (Renato Salvatori)
- Emberek a hídon (Lyudi na mostu) [1960] .... Viktor Bulygin (Oleg Tabakov)
- A fehér csat (Bílá spona) [1960] .... Pavel (Václav Tomsovský)
- Kísértetkastély Spessartban (Das Spukschloß im Spessart) [1960] .... Kalaka herceg (Hans Clarin)
- Különleges megbízatás (Michman Panin) [1960] .... Kamuskin (Leonid Kuravlyov)
- Túl fiatal a szerelemre (Too Young to Love) [1960] .... Larry Webster (Vivian Matalon)
- Fiatalok voltunk (A byahme mladi) [1961] .... Miska (Georgi Naumov)
- Holnap felnőtt leszek (Proshchayte, golubi) [1961] .... Gennadi (Aleksei Loktev)
- Ítélet Nürnbergben (Judgment at Nuremberg) [1961] .... Harrison Byers százados, Haywood segédje (William Shatner)
- Két élet (Dve zsiznyi) [1961]
- Malachiás csodája (Das Wunder des Malachias) [1961] .... Merz plébános (Günter Strack)
- Mamlock professzor (Professor Mamlock) [1961] .... Rolf Mamlock (Hilmar Thate)
- Mindenki ártatlan? (Mindenki ártatlan?) [1961] .... Rolf Mamlock (Hilmar Thate)
- A szókimondó asszonyság (Madame Sans-Gêne) [1961] .... Napóleon (Julien Bertheau)
- A világ minden aranya (Tout l’or du monde) [1961]
- Ez nem én vagyok, hanem a másik (C’est pas moi, c'est l’autre) [1962] .... Fernand Raynaud és Gaspard (Fernand Raynaud)
- Harmadik félidő (Tretyij tajm) [1962] .... Szavcsuk (Vjacseszlav Nevinnyij)
- Jó emberek között (Szregyi dobrih ljugyej) [1962] .... Tikhonjuk (Jurij Krityenko)
- Ketten a túlvilágról (Dva z onoho sveta) [1962] .... Robert Ford (Jan Tříska)
- A rosszhírű háziasszony (The Notorious Landlady) [1962] .... William `Bill` Gridley (Jack Lemmon)
- Szása (Sasa) [1962] .... Maric (Bekim Fehmiu)
- Visszavárlak (Na semi vetrakh) [1962]
- Nem vagy egyedül (Ti ne odin) [1963] .... Kolja (Jurij Bjelov)
- Tom Jones (Tom Jones) [1963] .... Squire Western (Hugh Griffith)
- Az aranycsempész (Échappement libre) [1964]
- Melyik úton járjak? (What a Way to Go!) [1964] .... Pinky Benson (Gene Kelly)
- Sebesült az erdőben (Ranny w lesie) [1964] .... Brzoza (Józef Duriasz)
- Egy szöszi szerelme (Lásky jedné plavovlásky) [1965]
- A rózsák háborúja (The Wars of the Roses) [1965] .... Richárd, Gloucester hercege (Ian Holm)
- Egy kis kiruccanás (La grande vadrouille) [1966] .... Sir Reginald (Terry-Thomas)
- Senki sem akart meghalni (Niekas nenorejo mirti) [1966] .... Az elnök (Donatas Banionis)
- A dzsungel könyve (The Jungle Book) [1967] .... Lajcsi, a majomkirály
- Jancsi és a varázsbab (Jack and the Beanstalk) [1967] .... Jeremy Keen (Gene Kelly)
- Lopott csókok (Baisers volés) [1968]
- Édes Charity (Sweet Charity) [1969] .... Vittorio Vidal (Ricardo Montalbán)
- Elátkozottak (La Caduta degli dei) [1969] .... Herbert Thallman (Umberto Orsini)
- A 22-es csapdája (Catch-22) [1970] .... Danby őrnagy (Richard Benjamin)
- Családi fészek (Domicile conjugal) [1970] .... Monsieur Desbois (Jacques Rispal)
- Kelly hősei (Kelly's Heroes) [1970] .... Vaskalap (Don Rickles)
- Egy lány Chicagóban (T.R. Baskin) [1971] .... Jack Mitchell (Peter Boyle)
- Mária, a skótok királynője (Mary, Queen of Scots) [1971] .... David Rizzio (Ian Holm)
- Sátáni ötlet (Max et les ferrailleurs) [1971]
- Uram, Ön özvegyasszony lesz! (Pane, vy jste vdova!) [1971]
- Olasz kártyajáték (Lo scopone scientifico) [1972] .... Peppino (Alberto Sordi)
- Halló, itt Iván cár! (Ivan Vasiljevics menyajet professziju) [1973] .... Alekszander Szergejevics Tyimofejev (Alekszandr Demjanyenko)
- Joachim, dobd a gépbe! (Jáchyme, hod ho do stroje!) [1974] .... Bedrich Hudecek (Josef Dvořák)
- Az ígéret földje (Ziemia obiecana) [1975] .... Grünspan (Stanislaw Igar)
- Monty Python: Gyalog galopp (Monty Python and the Holy Grail) [1975] .... Sir Bedevere (Terry Jones)
- Perbefogott félelem (Fear on Trial) [1975] .... John Henry Faulk (William Devane)
- Piedone 2.: Piedone Hongkongban (Piedone a Hong Kong) [1975] .... Caputo (Enzo Cannavale) (Magyar hang a Moképnél)
- Robin Hood nyila (Strely Robin Guda) [1975] .... Tuck barát (Eduards Pavuls)
- A Scotland Yard vendége (Brannigan) [1975]
- Szerelem a romok között (Love Among the Ruins) [1975] .... J.F. Devine (Colin Blakely)
- Az Öreg (Der Alte) [1977] .... Erwin Köster (Siegfried Lowitz)
- Éljenek a kísértetek! (At zijí duchové) [1977]
- Toni, a javíthatatlan (Die Unverbesserliche) [1977] .... Toni (Ossy Kolmann)
- Amerikai nagybácsim (Mon oncle d'Amérique) [1980]
- A kristálytükör meghasadt (The Mirror Crack'd) [1980] .... Martin N. Fenn (Tony Curtis)
- Minden egér szereti a sajtot [1981] .... Paszkál / Nagy Macska Mágus (Szabó Cs. István)
- Vuk [1981] .... Rá, varjú
- Becéző szavak (Terms of Endearment) [1983] .... Garrett Breedlove (Jack Nicholson)
- Hófehér [1983] .... Szakács / Csütörtök
- Macskafogó (Macskafogó) [1986] .... Maxipocak
- A rózsa neve (Der Name der Rose) [1986] .... Idős Adso (Dwight Weist)
- Mindez én vagyok (Memories of Me) [1988] .... Abe (Alan King)
- A préri pacsirtája [1994] .... Bűzös Felhő
- A fűhárfa (The Grass Harp) [1995] .... Charlie Cool bíró (Walter Matthau)
- A nyakék nyomában (Blood and Wine) [1996] .... Alex Gates (Jack Nicholson)
- Macska-jaj (Crna macka, beli macor) [1998] .... Grga Pitic (Sabri Sulejmani)
- Szembesítés (Taking Sides) [2001] .... Dymshitz ezredes (Oleg Tabakov)
- Szívtiprók (Heartbreakers) [2001] .... William B. Tensy (Gene Hackman)
- Pán Péter (Peter Pan) [2003] .... Smee (Richard Briers)
- Saraband (Saraband) [2003] .... Johan (Erland Josephson)
- Robotok (Robots) [2005] .... Főpáka
- Kis Vuk [2007] .... Erdőmester
- Macskafogó 2. – A sátán macskája [2007] .... Maxipocak

## Hangjátékok
- Cao Jü: Zivatar (1959)
- Gombos László: Ének az emberről (1959)
- Hendrick Klára – Tasnádi Éva: Utazás a széllel bélelt papucsban (1959)
- Illés Endre: Hazugok (1959)
- Illés Endre: A zsaroló (1959)
- Jean Pierre Chabrol: Varázsgömb (1959)
- József Attila Szegeden (1959)
- Szíjgyártó László: Hamis nők (1959)
- Tóth Eszter: Suzanne vagy Zsuzsi? (1959)
- Tóth Eszter: A titkos pályázat (1959)
- Csehov, Anton Pavlovics: Fölfelé a létrán (1960)
- Bajor Andor: Cincogó Felicián (1961)
- Dévényi Róbert-Lóránd Lajos: 66 óra (1961)
- Ernest Hemingway: Az öreg halász és a tenger (1961)
- Galambosné–Tasnádi: A dippeldorpi lovasok (1961)
- Gárdonyi Géza: Egri csillagok (1961)
- Hársing Lajos-László Endre – Mikrofon a gomblyukban (1961)
- Kopányi György: Álomkór (1961)
- Rozov, Viktor: Szerelmes a gyerek (1961)
- Shaw, G. B.: A sors embere (1961)
- Vagyim Kozsevnyikov: Ismerjék meg Balujevet! (1961)
- Vidor Miklós: Fej, vagy írás? (1961)
- Bozó László: Diákszerelem (1962)
- Fésűs Éva: A kíváncsi királykisasszony (1962)
- Gál Zsuzsa: Vaszilij herceg (1962)
- Mándy Iván, László Endre: Robin Hood kalandjai (1962)
- Rozov, Viktor: A-B-C-D... (1962)
- Stoenescu-Octavian: Magaviseletből elégtelen (1962)
- Tóth Eszter: Fejbólintó Johanna (1962)
- Vajda Márton: Kint vagyunk a vízből (1962)
- Jókai Mór: És mégis mozog a föld... (1963)
- Csetényi Anikó: A második bakter (1963)
- Donászy Magda: A Sültkrumpli-őrs (1963)
- Vörösmarty Mihály: A bujdosók (1963)
- Agárdi Péter: Gólyák a tilosban (1964)
- Aziz Neszin: Fölfedezem Törökországot (1964)
- Bárány Tamás: A fiam nem a lányom (1964)
- Euripidész: Ion (1964)
- Fischer, Leck: Az örök gond (1964)
- Gerelyes Endre: Vesd le még a bőröd is (1964)
- Jerome K. Jerome: Az amatőr (1964)
- Róna Tibor: Húsz éven felülieknek (1964)
- Solymosi Ottó: Autó az iskola előtt (1964)
- Bródy Sándor: Mátyás király házasít (1965)
- Liszkay Tamás: Utazás Bitóniába (1965)
- Gyerekekről, felnőtteknek (1966)
- Lope de Vega: Hej Madrid, Madrid! (1966)
- Radványi Dezső: A sánta kutya (1966)
- Radványi Dezső: Rendkívüli eset (1966)
- Radványi Dezső: Szürkebarát (1966)
- Fejér István: A rejtélyes melódia (1967)
- Katajev, Valentyin: A kör négyszögesítése (1967)
- Thornbjörn Egner: Cincafarkinca és a többiek (1967)
- Kaposy Miklós-Mike Klári: A sanzon Magyarországon (1968)
- Kamaszi zsongás... (1968)
- Dorothy Sayers: A nagy sugallat (1969)
- Horváth Gyula: Az élet nem sláger! (1969)
- Homérosz: Odüsszeia (1970)
- Kalandos út (1970)
- Radványi Dezső: A gavallér vendég (1970)
- Sós György: A szürke autó utasai (1970)
- Arthur Miller: A macska és a vízvezetékszerelő, aki férfi volt a talpán (1971)
- Ivan Osztrikov: Repülj, mint a sas! (1971)
- Miroslav Nastasijevic: Süsü a sárkány (1971)
- Sziládi János: Két hét Magyarországon (1972)
- Enyedy György: A tréfás kedvű hóember (1973)
- Hegedűs Géza: A szépséges Meluzina (1973)
- Karinthy Frigyes: Egy nőt szeretni (1973)
- Karinthy Frigyes: E korban, melynek mérlege hamis (1973)
- Karinthy Frigyes: Kiáltvány (1973)
- Karinthy Frigyes: Megélek a levegőből (1973)
- Karinthy Frigyes: Megnyomok egy gombot (1973)
- Karinthy Frigyes: Minden másképp van (1973)
- Mándy Iván: Pesti mozik (1973)
- Molière: Úrhatnám polgár (1973)
- Karinthy Frigyes: Hannibál és társai (1974)
- Albert Gábor: Orsi meg a nyuszioroszlán (1975)
- Mándy Iván: Ha köztünk vagy, Holman Endre (1975)
- Urbán Gyula: Röffencs, az irigy perselymalac (1975)
- Cervantes: Szószátyárok (1976)
- Marcel Aymé: A faljáró (1976)
- Luca Caragiale: Kánikula (1977)
- Az ügyefogyott ügyvéd (1978)
- A szerencsepatkó (1979)
- Karinthy Frigyes: Gépek dzsungelje (1980)
- Kopányi György: A veronai vén (1980)
- Török Sándor: Kököjszi és Bobojsza (1980)
- Karc: 1982. nyári kiadás (1982)
- Karc: 1982. őszi kiadás (1982)
- Csukás István: Kutyánszki Kázmér (1983)
- Hogyhogy? - Moldova György szimbóleumai (1984)
- Eljössz hozzám karácsonykor? (1985)
- Roald Dahl: Danny a szupersrác (1987)
- Vámos Miklós: Publikum (1988)
- Márton László: Nehéz időket éltünk (1989)
- Márton László: A tagok szerinti szépség (1992)
- Venegyikt Jerofejev: Moszkva - Petuski (1993)
- Stella Adorján: Kutya van a kertben (1997)
- Vaszary János: Happyenddel kezdődik (1997)
- Karinthy Márton: Ördöggörcs (2004)
- Federico Fellini-Ruggero Maccari: Akarsz velem álmodni? (2015)

## CD-k és hangoskönyvek
- Mesél az erdő
- Szép magyar népmesék

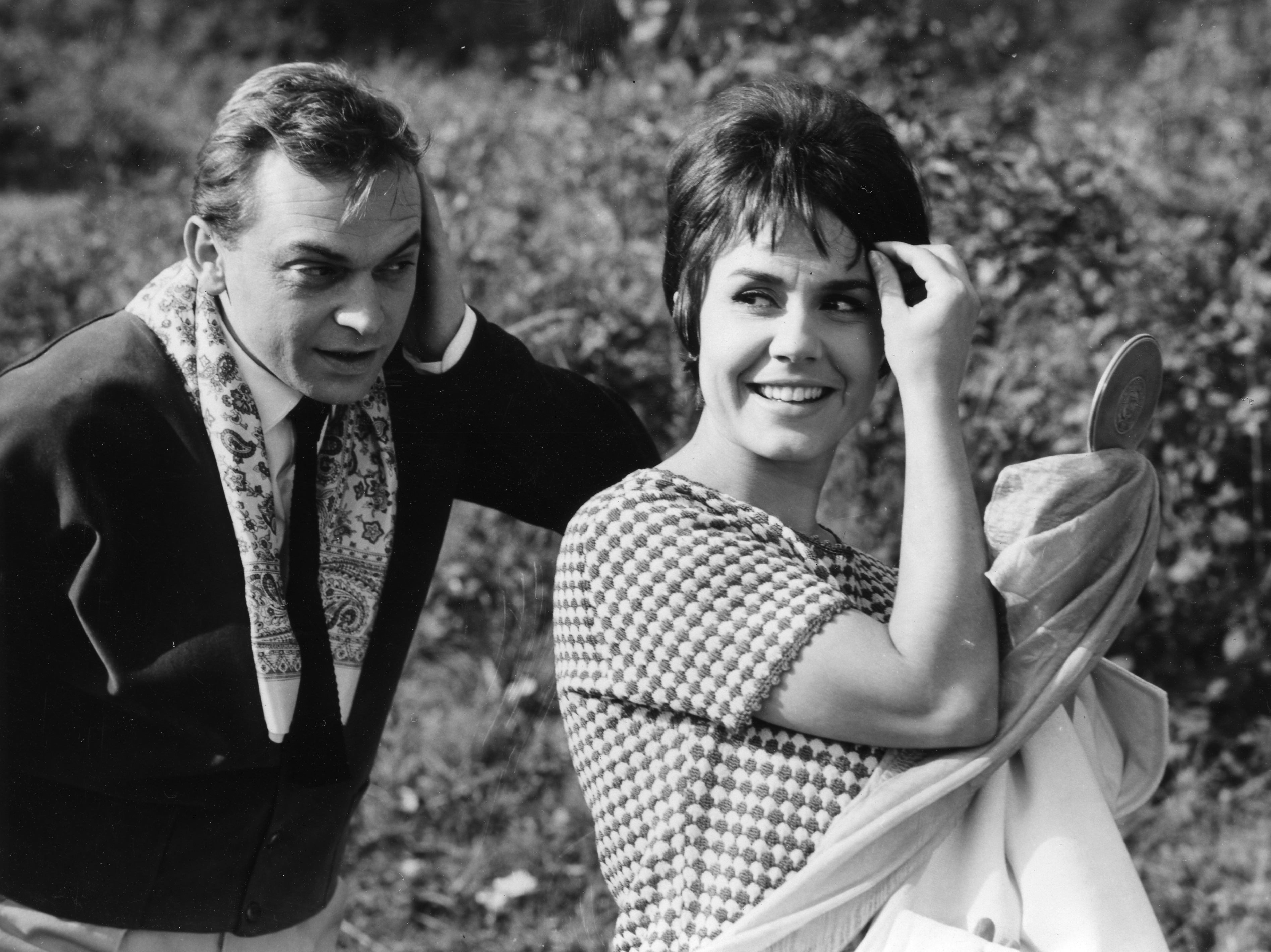
Bodrogi Gyula és Lehoczky Zsuzsa (1964)

- Magyarország kedvenc gyermekmeséi + dalok – Válogatott örökzöldek
- Magyarország kedvenc gyermekmeséi + dalok – Mesék Mátyás királyról
- Charles Dickens: Karácsonyi ének (2005)
- Nyikolaj Vasziljevics Gogol: A köpönyeg (2006)
- Piszkos Fred, a kapitány (Kossuth–Mojzer, 2006)
- Csipkerózsika és más Grimm mesék (2007)

## Díjai, elismerései
- Jászai Mari-díj (1962, 1967)
- Érdemes művész (1973)
- Kiváló művész (1983)
- Magyar Filmkritikusok Díja – Legjobb férfialakítás díja (1984)
- A Magyar Köztársasági Érdemrend tisztikeresztje (1995)
- A Vidám Színpad örökös tagja (2002)[18]
- Örökös tag a Halhatatlanok Társulatában (2004)
- A Magyar Köztársasági Érdemrend középkeresztje (2004)
- Kossuth-díj (2005)
- Terézváros díszpolgára (2005)
- Újbuda díszpolgára (2005)[19]
- A József Attila Színház örökös tagja (2006)
- A Nemzet Színésze (2007)
- Pepita-díj (2008, 2011)
- XIII. kerület díszpolgára (2009)
- Prima díj (2012)
- Prima Primissima közönségdíj (2012)
- Arany Medál Életműdíj (2012)[20][21]
- Szenes Iván Életműdíj (2013)
- Amfiteátrum díj (2015)
- A Magyar Filmakadémia életműdíja (2019)
- Magyar Művészeti Akadémia életműdíja (2019)
- Páger Antal-színészdíj (2020)[22]
- Sztankay István-díj (2020)[23]
- Budapest díszpolgára (2021)[24]
- Gróf Széchenyi Zsigmond-emlékérem (2023)[25]